# Opération Sagittaire
L'opération Sagittaire est une opération militaire d’évacuation de ressortissants organisée par la France du 22 au 28 avril 2023 au Soudan.

## Contexte
À partir du 15 avril 2023, un conflit oppose la milice paramilitaire des Forces de soutien rapide (FSR) dirigé par le général Mohamed Hamdan Dogolo, aux forces gouvernementales de la junte militaire d’Abdel Fattah al-Burhan. De violents combats éclatent à Khartoum et dans d’autres villes du pays.
De nombreux pays ont alors décidé de lancer une opération d'évacuation de leurs ressortissants, dont la France, lors d'une opération dénommée Sagittaire.

## Déroulement de l'opération
Dès le 17 avril, les autorités françaises commencent à planifier une évacuation à la suite de la détérioration de la situation sécuritaire sur place. Deux options sont alors envisagées : une première par la route, de Khartoum à Port-Soudan, sur plus de 800 km, et une deuxième par les airs. C'est cette dernière qui sera finalement retenue après avoir obtenu l'accord du général Burhan pour utiliser la base aérienne de Wadi Sayyidna.
L'opération a débuté le 18 avril avec le prépositionnement de trois A400M, d'un C130H et d'un ravitailleur A330 MRTT à Djibouti avec près de 30 tonnes de matériel, des véhicules et 150 militaires. Des moyens étaient aussi en alerte au Tchad, ainsi qu'en métropole, deux A330 ayant été mobilisés,.
Dans la nuit du 22 au 23 avril, l'opération est officiellement lancée avec l'envoi d'un premier détachement composé d'un C130H des forces spéciales puis de trois A400M sur la base aérienne de Wadi Sayyidna près de Khartoum.
Le 23 avril, le convoi français se dirigeant de l'ambassade de France à Khartoum est pris pour cible, les deux camps se renvoyant la faute. Un commando français est gravement blessé d'une balle à l'abdomen et stabilisé grâce au module de chirurgie vitale du service de santé des armées qui avait été déployé la veille avec deux chirurgiens,. Dans la soirée, les deux premiers avions arrivent à Djibouti avec près de 200 ressortissants français et étrangers, dont le personnel diplomatique de la délégation de l'Union européenne,.
Le 24 avril, cinq nouvelles rotations d'A400M et deux rotations de C130H sont effectuées permettant d'évacuer près de 300 personnes supplémentaires et mettant fin au volet aérien de l'opération,. Le commandement de l'aérodrome et la coordination des opérations sur place sont alors transférés aux forces allemandes. Une dizaine de convois en bus ont eu lieu entre plusieurs points de rassemblements et la base de Wadi Sayyidna.
Le 25 avril, alors que la frégate Lorraine est en cours de déploiement de longue durée en mer Rouge pour son admission au service actif, elle est sollicitée par les autorités françaises, en coordination avec les Nations unies, pour prendre en charge plusieurs centaines d'employés de l'ONU et leurs familles de Port-Soudan vers l'Arabie Saoudite,.
Le 26 avril, la frégate Lorraine arrive à Djeddah avec 398 personnes mettant fin au volet maritime de l'opération.
Dans la nuit du 27 au 28 avril, un C130 et deux A400M décollent de Djibouti avec 32 commandos pour sécuriser l'aéroport d'El Fasher et évacuer une centaine de ressortissants de l'ONU,.

## Forces engagées
Cette opération est placée sous l'autorité du centre de crise et de soutien du Ministère de l'Europe et des Affaires étrangères (MEAE) et sous le commandement du chef d'État-Major des armées. 
Elle a mobilisée plusieurs centaines de militaires français issus principalement du Commandement des opérations spéciales (COS), du Groupe d'Intervention de la Gendarmerie Nationale (GIGN), une équipe du Centre de Crise et de Soutien (CDCS) du MEAE, des Forces françaises à Djibouti (FFDJ) et plus particulièrement du 5e régiment interarmes d'outre-mer. Il s'agit d'unités de protection et d'unités de logistique, ainsi que d'unités médicales relevant du service de santé des armées. Le Commandement européen du transport aérien est également engagé dans cette opération. Le transport des personnes évacuées a été réalisé par des aéronefs de l'Armée de l'air et de l'espace et par une frégate de la Marine nationale.
Le regroupement de tous les ressortissants des pays demandeurs est effectué sur la base aérienne de Wajdi Sayyidna.

## Bilan
L'opération Sagittaire s'est déroulée en deux phases : une phase aérienne du 22 au 24 avril et une phase maritime du 25 au 26 avril.
Le volet aérien a permis l'évacuation de 538 personnes dont 209 Français au cours de 9 rotations entre Djibouti et Khartoum,. Une autre rotation aérienne entre le Darfour et le Tchad a permis d'évacuer une centaine de personnels des Nations unies et d’ONG.
Le volet maritime a permis l'évacuation de 398 personnes dont 5 Français entre Port-Soudan et Djeddah.
Au total, ce sont 1017 ressortissants de 84 pays dont 225 français qui ont bénéficié de cette opération qui souligne toute l'importance stratégique des forces prépositionnées. Une quarantaine de pays ont remercié la France pour l'évacuation de leur personnel diplomatique et de leurs citoyens.
Un commando des forces spéciales a été blessé pendant l'opération d'évacuation le matin du 23 avril.